# Chaetonotus schromi
Chaetonotus schromi is een buikharige uit de familie Chaetonotidae. De wetenschappelijke naam van de soort werd in 1974 voor het eerst geldig gepubliceerd door Hummon als nomen novum voor de ongeldig gepubliceerde naam Chaetonotus jucundus Schrom, 1972. De soort wordt in het ondergeslacht Schizochaetonotus geplaatst.